# Rhizopsammia wettsteini
Espèce
Statut CITES
Rhizopsammia wettsteini est une espèce de coraux appartenant à la famille des Dendrophylliidae.